# Klaus Kindler
Klaus Kindler, född 1 januari 1930 i Heidelberg, död 16 april 2001 i Pfaffenhofen an der Ilm, var en tysk skådespelare och dubbare.
Efter att ha medverkat inom teater (han debuterade i Götz von Berlichingen ) och film koncentrerade sig Kindler på att dubba utländska skådespelare för den tyska filmmarknaden. Han skulle främst göra sig känd som Clint Eastwoods tyska röst. Bland hans övriga dubbningsroller kan nämnas Sean Connery i Agent 007 med rätt att döda och Al Pacino i En kvinnas doft och Carlito's Way.